# Arantxa Sánchez Vicario
Aránzazu "Arantxa" Isabel María Sánchez Vicario (Barcelona, Espanha, 18 de dezembro de 1971) é uma ex-tenista profissional espanhola. Foi número 1 em simples e duplas.
Arantxa é membro do International Tennis Hall of Fame desde 2007.

## Grand Slam finais

### Simples: 12 (4 títulos, 8 vices)
| Posição | Ano  | Campeonato          | Piso   | Oponente     | Placar              |
| ------- | ---- | ------------------- | ------ | ------------ | ------------------- |
| Campeã  | 1989 | Roland Garros       | Saibro | Steffi Graf  | 7–6(8–6), 3–6, 7–5  |
| Vice    | 1991 | Roland Garros       | Saibro | Monica Seles | 3–6, 4–6            |
| Vice    | 1992 | US Open             | Duro   | Monica Seles | 3–6, 3–6            |
| Vice    | 1994 | Aberto da Austrália | Duro   | Steffi Graf  | 0–6, 2–6            |
| Campeã  | 1994 | Roland Garros       | Saibro | Mary Pierce  | 6–4, 6–4            |
| Campeã  | 1994 | US Open             | Duro   | Steffi Graf  | 1–6, 7–6(7–3),6–4   |
| Vice    | 1995 | Aberto da Austrália | Duro   | Mary Pierce  | 3–6, 2–6            |
| Vice    | 1995 | Roland Garros       | Saibro | Steffi Graf  | 5–7, 6–4, 0–6       |
| Vice    | 1995 | Wimbledon           | Grama  | Steffi Graf  | 4–6, 6–1, 5–7       |
| Vice    | 1996 | Roland Garros       | Saibro | Steffi Graf  | 3–6, 7–6(7–4), 8–10 |
| Vice    | 1996 | Wimbledon           | Grama  | Steffi Graf  | 3–6, 5–7            |
| Campeã  | 1998 | Roland Garros       | Saibro | Monica Seles | 7–6(7–5), 0–6, 6–2  |

### Duplas: 11 (6 títulos, 5 vices)
| Posição | Ano  | Campeonato          | Piso   | Parceira           | Oponentes                            | Placar             |
| ------- | ---- | ------------------- | ------ | ------------------ | ------------------------------------ | ------------------ |
| Campeã  | 1992 | Aberto da Austrália | Duro   | Helena Suková      | Mary Joe Fernandez Zina Garrison     | 6–4, 7–6(7–3)      |
| Vice    | 1992 | Roland Garros       | Saibro | Conchita Martínez  | Gigi Fernández Natasha Zvereva       | 3–6, 2–6           |
| Campeã  | 1993 | US Open             | Duro   | Helena Suková      | Amanda Coetzer Inés Gorrochategui    | 6–4, 6–2           |
| Vice    | 1994 | Wimbledon           | Grama  | Jana Novotná       | Gigi Fernández Natasha Zvereva       | 4–6, 1–6           |
| Campeã  | 1994 | US Open             | Duro   | Jana Novotná       | Katerina Maleeva Robin White         | 6–3, 6–3           |
| Campeã  | 1995 | Aberto da Austrália | Duro   | Jana Novotná       | Gigi Fernández Natasha Zvereva       | 6–3, 6–7(3–7), 6–4 |
| Vice    | 1995 | Roland Garros       | Saibro | Jana Novotná       | Gigi Fernández Natasha Zvereva       | 7–6(8–6), 4–6, 5–7 |
| Campeã  | 1995 | Wimbledon           | Grama  | Jana Novotná       | Gigi Fernández Natasha Zvereva       | 5–7, 7–5, 6–4      |
| Campeã  | 1996 | Aberto da Austrália | Duro   | Chanda Rubin       | Lindsay Davenport Mary Joe Fernandez | 7–5, 2–6, 6–4      |
| Vice    | 1996 | US Open             | Duro   | Jana Novotná       | Gigi Fernández Natasha Zvereva       | 6–1, 1–6, 4–6      |
| Vice    | 2002 | Aberto da Austrália | Duro   | Daniela Hantuchová | Martina Hingis Anna Kournikova       | 2–6, 7–6(7–4), 1–6 |

### Duplas Mistas: 8 (4 títulos, 4 vices)
| Posição | Ano  | Campeonato          | Piso   | Parceiro           | Oponentes                    | Placar         |
| ------- | ---- | ------------------- | ------ | ------------------ | ---------------------------- | -------------- |
| Vice    | 1989 | Roland Garros       | Saibro | Horacio de la Peña | Manon Bollegraf Tom Nijssen  | 3–6, 7–6, 2–6  |
| Campeã  | 1990 | Roland Garros       | Saibro | Jorge Lozano       | Nicole Provis Danie Visser   | 7–6, 7–6       |
| Vice    | 1991 | US Open             | Duro   | Emilio Sánchez     | Manon Bollegraf Tom Nijssen  | 2–6, 6–7       |
| Vice    | 1992 | Aberto da Austrália | Duro   | Todd Woodbridge    | Nicole Provis Mark Woodforde | 3–6, 6–4, 9–11 |
| Campeã  | 1992 | Roland Garros       | Saibro | Todd Woodbridge    | Lori McNeil Bryan Shelton    | 6–2, 6–3       |
| Campeã  | 1993 | Aberto da Austrália | Duro   | Todd Woodbridge    | Zina Garrison Rick Leach     | 7–5, 6–4       |
| Vice    | 2000 | Aberto da Austrália | Duro   | Todd Woodbridge    | Rennae Stubbs Jared Palmer   | 5–7, 6–7       |
| Campeã  | 2000 | US Open             | Duro   | Jared Palmer       | Anna Kournikova Max Mirnyi   | 6–4, 6–3       |

## Jogos Olímpicos

### Simples: 2 medalhas (1 prata, 1 bronze)
| Posição | Ano  | Local     | Piso | Oponente           | Placar         |
| ------- | ---- | --------- | ---- | ------------------ | -------------- |
| Bronze  | 1992 | Barcelona | Clay | Mary Joe Fernandez | –1             |
| Prata   | 1996 | Atlanta   | Dura | Lindsay Davenport  | 6–7(8–10), 2–6 |

↑1  Não houve disputa, tanto Arantxa e Mary Joe receberam a medalha de bronze.

### Duplas: 2 medalhas (1 prata, 1 bronze)
| Posição | Ano  | Local     | Piso   | Parceira          | Oponente                          | Placar        |
| ------- | ---- | --------- | ------ | ----------------- | --------------------------------- | ------------- |
| Prata   | 1992 | Barcelona | Saibro | Conchita Martínez | Gigi Fernández Mary Joe Fernández | 5–7, 6–2, 2–6 |
| Bronze  | 1996 | Atlanta   | Dura   | Conchita Martínez | Manon Bollegraf Brenda Schultz    | 6–3, 6–1      |

## Vida Pessoal
Em novembro de 2002, depois de arrecadar quase 17 milhões de dólares em prize money (num total de cerca de 60 milhões que terá conseguido ao longo da carreira com patrocínios) retirou-se.
Após ter sido condenada por fraude fiscal pelo Tribunal Económico Administrativo da Catalunha em 2001, perdeu o recurso em 2003 e viu o Supremo Tribunal confirmar a pena em 2009, sendo obrigada a pagar 3,5 milhões de euros pelo crime de fraude fiscal entre 1989 e 1993.
Foi casada com Joan Vehils (jornalista que dirigiu o jornal Sport durante dez anos até 2016) e com José Santacana Blanch.
Na autobiografia “Arantxa, vamos! Memórias de uma luta, uma vida de uma mulher”, que saiu em fevereiro de 2012 a jogadora acusava os pais de terem ficado com todo o dinheiro que ganhou. Foi gastando dinheiro e teve de vender as duas vivendas em Formentera e Barcelona e até o iate (aqueles bens que dizia não ter…).
O ex-marido Santacana deu entrada com o processo de divórcio, terá ficado com a fortuna de ambos (até alguns troféus do WTA que ganhou quando estava no ativo) e pediu a custódia dos dois filhos de ambos, Arantxa e Leo, alegando que a ex-tenista não estava em condições psicológicas para ficar com a guarda das crianças.
O Banco do Luxemburgo pediu a um tribunal de Barcelona que prendesse preventivamente o casal caso não fosse desbloqueada uma fiança de dez milhões de euros, por forma a acautelar uma dívida de 7,5 milhões que tem com a entidade.